# 紫苞香青
紫苞香青（学名：Anaphalis porphyrolepis）为菊科香青属的植物，是中国的特有植物。分布于中国大陆的西藏等地，生长于海拔4,000米的地区，多生在高山草地，目前尚未由人工引种栽培。